# 江須駅
江須駅（えすえき）は、かつて樺太敷香郡敷香町に存在した鉄道省樺太東線の駅である。

## 歴史
- 1941年（昭和16年）11月15日 - 樺太庁鉄道樺太東線敷香駅～上敷香駅間(21.7km)延伸開業により設置。
- 1943年（昭和18年）4月1日 - 南樺太の内地化にともない、鉄道省（国有鉄道）に編入。
- 1945年（昭和20年）8月 - ソ連軍が南樺太へ侵攻、占領し、駅も含め全線がソ連軍に接収される。
- 1946年（昭和21年）2月1日 - 日本の国有鉄道の駅としては、書類上廃止。
- 1946年4月1日 - ソ連国鉄に編入。ロシア語駅名は「オレーニ サハリンスキー」。

## 運行状況
- 1945年当時、5－11月は上り敷香駅行きと下り上敷香駅行きが1日各6往復、12－4月は1日各4往復運行されていた。

現在はポロナイスク駅、ポページノ駅発着の1往復、ユジノサハリンスク駅、ノグリキ駅発着の特急1往復のみ停車する。

## 隣の駅
鉄道省樺太鉄道局
樺太東線
中敷香駅 - 江須駅 - 上敷香駅